# 남아메리카큰귀박쥐속
남아메리카큰귀박쥐속 또는 작은큰귀박쥐속(Micronycteris)은 주걱박쥐과에 속하는 박쥐 속의 하나이다. 창코박쥐아과로 분류하며, 12종으로 이루어져 있다.

## 하위 종
| - 브로세큰귀박쥐 (M. brosseti) - 세인트빈센트큰귀박쥐 (M. buriri) - 지오바니큰귀박쥐 (M. giovanniae) - 털큰귀박쥐 (M. hirsuta) - 피를로큰귀박쥐 (M. homezi) - 메세스큰귀박쥐 (M. matses) | - 작은큰귀박쥐 (M. megalotis) - 커먼큰귀박쥐 (M. microtis) - 흰배큰귀박쥐 (M. minuta) - 샌본큰귀박쥐 (M. sanborni) - 슈미트큰귀박쥐 (M. schmidtorum) - 예이츠큰귀박쥐 (M. yatesi) |